# Nové Sady (Znojmo)
Nové Sady (dříve též Novosady, německy Neustift) je zaniklá předměstská vesnice ve Znojmě v Jihomoravském kraji. Pod názvem Znojmo Novosady se do roku 1952 také jednalo o samostatné katastrální území.

## Historie
Předměstská osada Nové Sady byla založena před koncem 18. století před znojemskými hradbami, severovýchodně od města, nad potokem Leskou. Byla tvořena trojúhelníkovou návsí, dnešním náměstím Armády, a zárodky zástavby podél jednotlivých cest (dnešní ulice Kuchařovická, Palackého, Coufalova, Písečná). Roku 1871 byla kolem severního okraje vsi zprovozněna železniční trať z Jihlavy do Znojma. V roce 1888 rozpoznal archeolog Jaroslav Palliardi podle nálezů z Nových Sadů kulturu s moravskou malovanou keramikou. Katastr vsi byl postupně zastavován zástavbou nové městské čtvrti, tvořící urbanistický celek na severovýchodě Znojma. Samotné jádro Nových Sadů bylo ve druhé polovině 20. století zcela zbořeno a nahrazeno panelovým sídlištěm.
V roce 1952 byla provedena katastrální reforma Znojma a katastr Nových Sadů byl začleněn do katastru města.